# Басмати
Басма́ти — разновидность ароматного риса с мелкими длинными зёрнами, общее название ряда сортов. Традиционно производится в странах Индийского субконтинента. Крупнейшим поставщиком басмати в разные страны является Индия.

## История и этимология
Название «басмати» (хинди bāsmatī, санскр. बासमती, vasmati) буквально означает «душистый». Считается, что рис-басмати выращивали на Индийском субконтиненте более трёх тысяч лет. Наиболее раннее известное упоминание басмати встречается в поэме Хир Ранджа (1766).
Изначально термином «басмати» называли все ароматические сорта риса, но со временем термин стал применяться только к рису особого качества.
Индийские торговцы привезли басмати на Ближний Восток. Являясь важным компонентом индийско-пакистанской кухни, благодаря культурным связям басмати широко используется в персидской, арабской и других ближневосточных кухнях.

## Особенности
Помимо басмати, существуют и другие разновидности ароматического риса, среди них жасмин, а также множество сортов и гибридов. При этом нет единого критерия, позволяющего определить сорт как рис-басмати, необходимо оценивать совокупность свойств.
В подлинном басмати гармонично сочетаются размер и форма зерна, интенсивность аромата, текстура варёного риса. Размер зерна басмати зависит от сорта, длина обычно превышает 7 мм. Зёрна тонкие, по форме напоминают турецкий кинжал. При варке басмати увеличение объёма происходит за счёт возрастания длины зерна, а толщина увеличивается незначительно. Варёный басмати обладает отменным сладковатым вкусом, изысканным ароматом. Рис сухой, чуть изогнутой формы, рассыпчатый, легко переваривается. Зёрна хранятся долго, более того, аромат и вкус басмати улучшаются со временем, качественный рис должен «вызреть» не менее одного года, а высшие сорта — до 10 лет.
| Минимальные требования к качеству риса-басмати | Минимальные требования к качеству риса-басмати     |
| Вид шлифованного зерна                         | Вид шлифованного зерна                             |
| ---------------------------------------------- | -------------------------------------------------- |
| Внешний вид:                                   | полупрозрачное, кремово-белое, длинное             |
| Длина:                                         | не менее 6,6 мм                                    |
| Толщина:                                       | не более 2 мм                                      |
| Отношение длины к ширине:                      | не менее 3                                         |
| Выход продукции при промышленной обработке     |                                                    |
| После шелушения:                               | более 78 %                                         |
| После шлифования:                              | более 70 %                                         |
| После полирования:                             | более 40 %                                         |
| Свойства риса после кулинарной обработки       |                                                    |
| Содержание амилозы:                            | 20—22 %                                            |
| Показатель желатинизации:                      | 4 или 5                                            |
| Увеличение объёма при варке:                   | более чем в 4 раза                                 |
| Увеличение длины зерна после варки:            | более чем в 1,8 раза                               |
| Толщина сваренного зерна:                      | менее 2,4 мм                                       |
| Текстура варёного зерна:                       | Плотная и нежная, без разрывов и трещин, не липкая |
| Цвет:                                          | ярко-белый                                         |
| Аромат:                                        | аппетитный, сильный                                |
| Вкус:                                          | сладковатый, приятный                              |

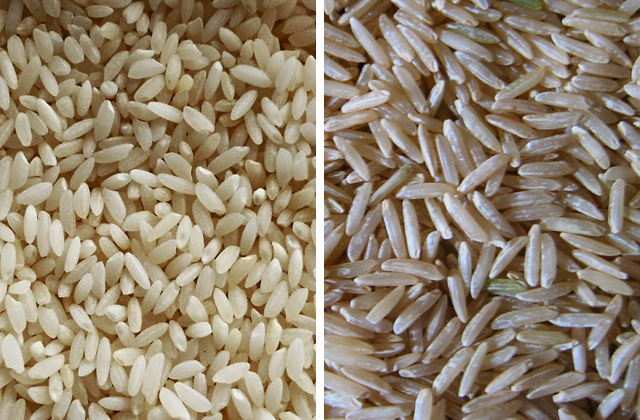
Бурый (нешлифованный) рис: кайма (слева) и басмати (справа)

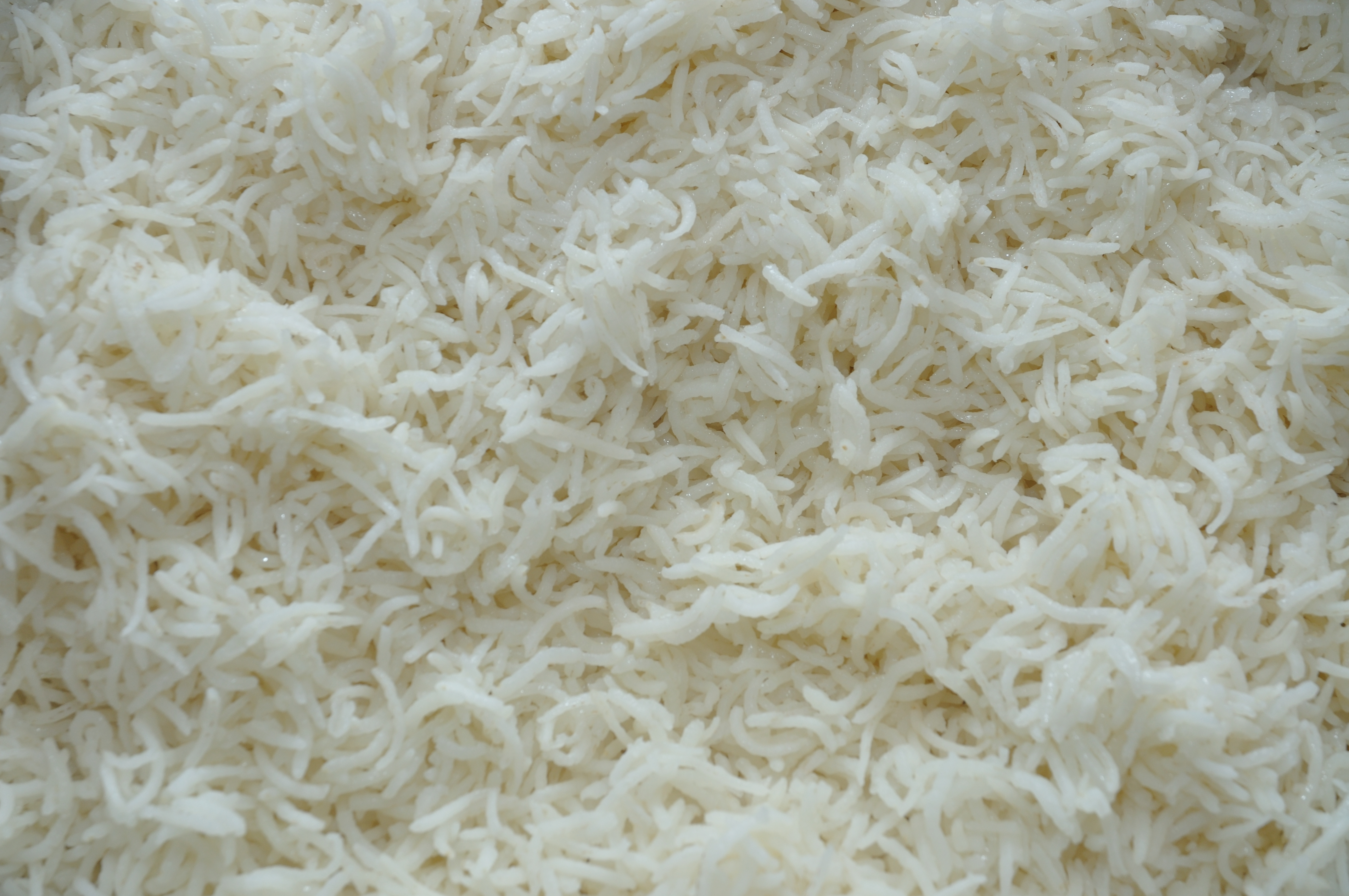
Варёный басмати: ярко-белые рассыпчатые длинные зёрна

Для индийских потребителей и производителей басмати наиболее ценным качеством является его аромат, затем следуют вкус и степень увеличения в объёме при варке.

## Вкус и аромат
Рис басмати имеет специфический пряный аромат и вкус, напоминающий вкус ореха, вызванный ароматическим соединением 2-ацетил-1-пирролином. Это же химическое вещество содержится в листьях пандана (Pandanus amaryllifolius), которые часто используются в качестве пряной приправы. Зёрна басмати обычно содержат около 0,09 частей на миллион этого циклического соединения, а обычные сорта риса — в 12 раз меньше. Вещество обнаружено в сыре, фруктах и других злаках, используется в качестве ароматизатора при производстве хлебобулочных изделий.

## Использование в кулинарии

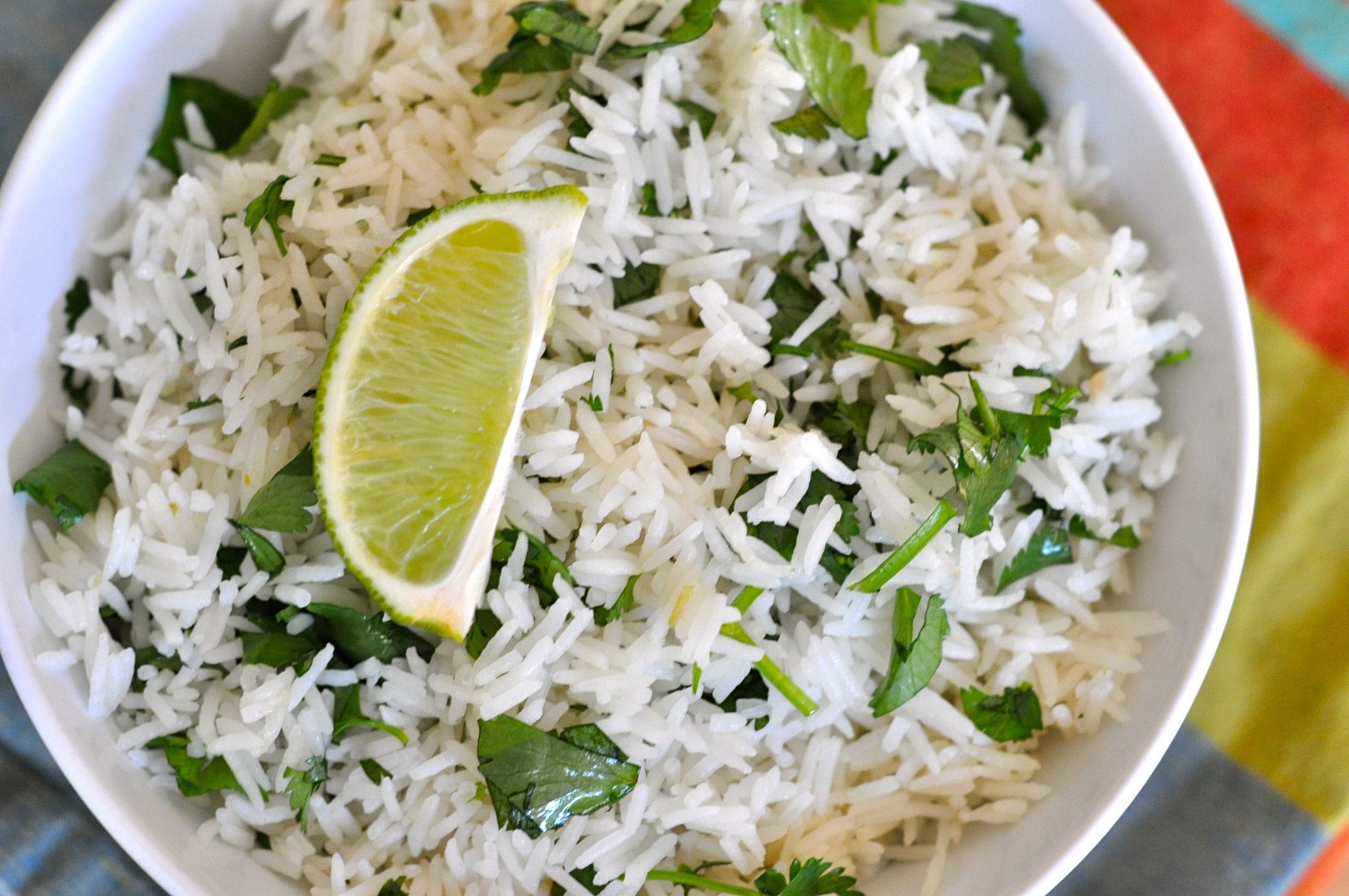
Варёный индийский белый рис-басмати с зеленью и лаймом

Благодаря низкому содержанию клейковины зёрна легко промываются и отделяются друг от друга. Басмати используется в различных блюдах, но лучше всего готовится на пару.
По данным канадской диабетической Ассоциации, басмати имеет средний гликемический индекс (от 56 до 69), в отличие от обычного белого риса с гликемическим индексом 89. Таким образом, рис-басмати подходит для питания больных сахарным диабетом более других сортов риса, других злаков и изделий из белой муки.

## Производство
Басмати традиционно выращивают в предгорных районах Гималаев. Индия и Пакистан являются эксклюзивными производителями и экспортёрами этого вида риса.
В Индии рис-басмати производится в штатах Уттар-Прадеш, Пенджаб, Харьяна, Раджастхан, Химачал-Прадеш, Дели, Уттаракханд, Мадхья-Прадеш и Бихар, при этом более 60 процентов от общего объёма производства басмати приходится на штат Харьяна. Общий объём производства басмати в Индии за период с июля 2011 по июнь 2012 года составил 5 млн тонн. В Пакистане 95 % риса-басмати производится в провинции Пенджаб, где в 2010 году объём производства составил 2,47 млн тонн. За пределами этих двух стран басмати практически не выращивается.
Производство качественного басмати требует значительных затрат. Кроме того, басмати считается продуктом с высокими потребительскими свойствами. В результате цена басмати на мировом рынке превышает цены на другие разновидности риса, в том числе ароматического.

### Агротехника
Традиционные сорта риса-басмати высокорослы (160 см и более), низкоурожайны и слабо устойчивы к болезням и большинству вредителей. Для получения высокого урожая басмати с отличным ароматом следует точно соблюдать сроки посева и пересадки, при этом наилучшие сроки зависят от региона выращивания. Так, посев в рассадники производят в период от последней недели мая в Пенджабе до начала июля в Харьяне, в Пакистане басмати высевают в течение всего июля. В августе — сентябре, когда растения достигнут высоты около 20 см, их вручную пересаживают на обводнённые поля. Урожай собирают в октябре — ноябре.
От плотности посадок, периода пересадки, времени сбора урожая и условий хранения зависят кулинарные качества басмати.

### Климат и природные условия
Для успешного возделывания басмати необходимы орошение, дренаж и нейтральная почва. В период роста молодым растениям требуется высокая влажность (70—80 %) и температура в диапазоне от 25 до 35 °C. Если после цветения погода будет солнечной, влажность умеренной, дневные температуры 25—32 °C, а ночи чуть более прохладными (20—25 °C) при лёгком ветре, можно ожидать урожая с хорошими вкусовыми и ароматическими качествами.
Рис-басмати — светочувствительное растение, цветение и затем созревание начинаются в стадии укорачивающегося светового дня, когда соотношение светлого и тёмного времени суток достигает критической точки. С этим связаны трудности выращивания басмати за пределами традиционной географической зоны: время цветения и сбора урожая не зависит от времени посадки. Например, на той же широте (около 30° с. ш.) в США время сбора урожая придётся на конец ноября, в срок, неприемлемый для коммерческого выращивания теплолюбивой культуры. Более ранняя посадка приведёт лишь к увеличению листовой массы в ущерб цветению. Одно из направлений селекции и гибридизации басмати — снижение светочувствительности растений.

### Сорта и гибриды
Из множества сортов и гибридов ароматического длиннозёрного риса в конце XX века на рынке признавались подлинными басмати лишь три традиционных сорта Taraori Basmati, Type-3, Basmati 370 и полукарликовый гибрид Pusa Basmati-1. Урожайность традиционных сортов составляет в среднем 2,5 тонны с гектара, гибрид даёт 4,5 тонны с гектара и поэтому становится всё более популярным.

## Фальсификации
Трудности в различении подлинного басмати и других типов риса, а также существенная разница в цене между ними привели к тому, что недобросовестные торговцы подмешивают к качественному рису-басмати более дешёвые длиннозёрные разновидности риса. В Великобритании Food Standards Agency в 2005 году установило, что около половины всего риса-басмати продавалось с примесями других сортов риса. В 2010 году в Великобритании при проверке оптовых партий риса в четырёх из 15 образцов обнаружена примесь дешёвого риса, а один из образцов вообще не содержал басмати.
При исследовании качества риса используется ПЦР-анализ, подобный ДНК-дактилоскопии. Анализ позволяет обнаружить фальсифицированные образцы с долей примеси от 1 % с погрешностью ±1,5 %. Экспортёры басмати снабжают партии риса «сертификатами чистоты» на основе ДНК-теста. На базе методики, разработанной в Центре генетической дактилоскопии и диагностики (Centre for DNA Fingerprinting and Diagnostics), индийская компания Labindia выпускает наборы для обнаружения фальсификации риса-басмати.